# Arrondissement de Notto

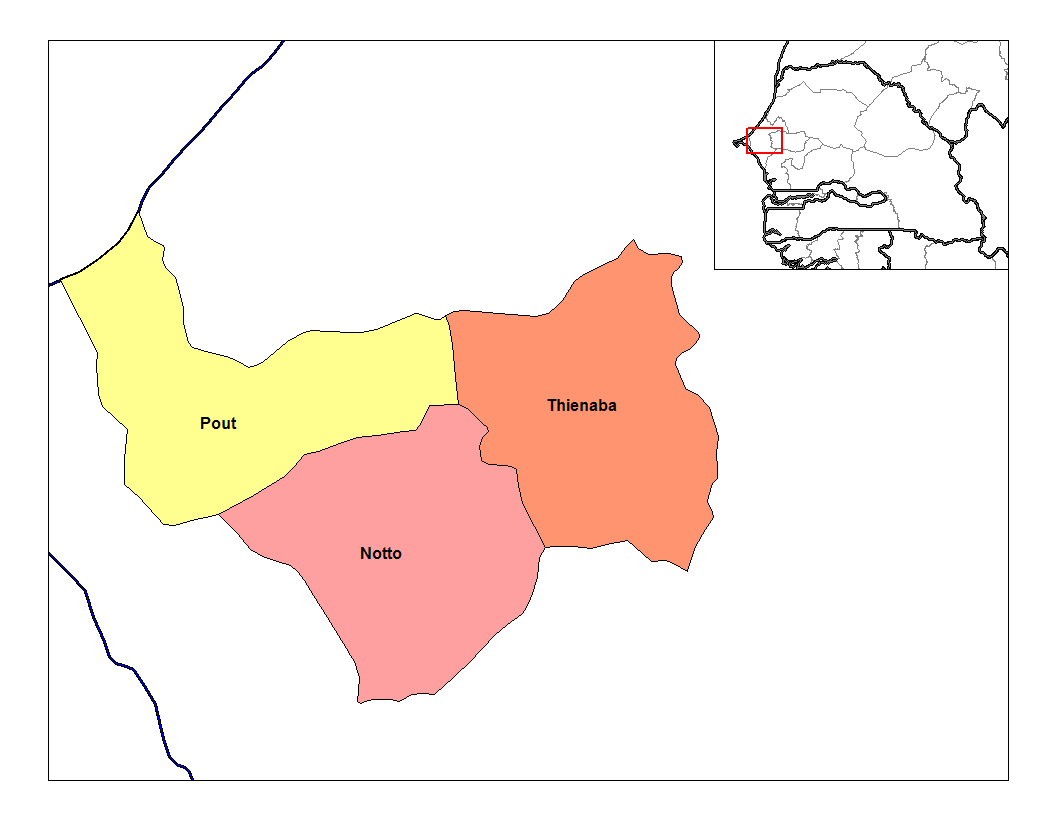
La région de Thiès et ses départements.

L'arrondissement de Notto est l'un des arrondissements du Sénégal. Il est situé dans le département de Thiès et la région de Thiès.
Il compte deux communautés rurales :
- Communauté rurale de Notto
- Communauté rurale de Tassette

Son chef-lieu est Notto.